# Jack Smith
Jack Ward Smith (ur. 16 listopada 1913 w Bainbridge Island, zm. 3 lipca 2006 w Westlake Village) – amerykański muzyk, aktor i prezenter radiowy.
8 lutego 1960 otrzymał własną gwiazdę w Alei Gwiazd w Los Angeles znajdującą się przy 6145 Hollywood Boulevard.

## Życiorys
Jako uczeń Hollywood High School Smith marzył o zostaniu architektem. Ale to się zmieniło w 1931 po tym, jak przyjaciel z liceum powiedział mu, że nocny klub Cocoanut Grove w luksusowym hotelu Ambassador w Los Angeles w Kalifornii szuka trio, które zastąpi Rhythm Boys, popularne trio Binga Crosby’ego. Młode trio, ze Smithem jako solistą, stało się znane pod nazwą Three Ambassadors.
Pseudonim „Uśmiechnięty” Jack Smith przyjął po tym, jak został solowym wykonawcą w The Prudential Hour, popularnym programie muzycznym stacji CBS. 
Smith dostał swój własny 15–minutowy program radiowy emitowany pięć razy w tygodniu w CBS w 1945. Stałymi gośćmi programu The Jack Smith Show, który trwał do wczesnych lat 50., byli Dinah Shore i Ginny Simms. Wystąpił też w kilku produkcjach filmowych, w tym w komedii muzycznej On Moonlight Bay (1951) z udziałem Doris Day i Gordona MacRae.
16 listopada 1936 zawarł związek małżeński z Victorią Stuart, która zmarła 3 listopada 2003 mając 89 lat.
Zmarł 3 lipca 2006 w Westlake Village w Kalifornii na białaczkę w wieku 92 lat.

## Filmografia
| Rok  | Tytuł                                        | Rola                  | Reżyser                               |
| ---- | -------------------------------------------- | --------------------- | ------------------------------------- |
| 1933 | King Kong                                    | dziennikarz           | Merian C. Cooper Ernest B. Schoedsack |
| 1933 | Beer and Pretzels (krótkometrażowy)          | śpiewający barman     | Jack Cummings                         |
| 1936 | Walking on Air                               | piosenkarz w tańcu    | Joseph Santley                        |
| 1949 | Make Believe Ballroom                        | piosenkarz Jack Smith | Joseph Santley                        |
| 1951 | Nad księżycową zatoką (On Moonlight Bay)     | Hubert Wakely         | Roy Del Ruth                          |
| 1971 | The Barefoot Executive                       | Clathworthy           | Robert Butler                         |
| 1984 | Wyścig armatniej kuli II (Cannonball Run II) | spiker Jack Smith     | Hal Needham                           |

Seriale
- 1961: Wagon Train jako Ed Clark
- 1968: I Dream of Jeannie – odc. „Genie, Genie, Who’s Got the Genie?” jako kongresmen Widdicomb
- 1969: I Dream of Jeannie – odc. „Jeannie, the Governor’s Wife” jako wybitny człowiek
- 1969: I Dream of Jeannie – odc. „The Wedding” jako wielebny Weems
- 1975: Happy Days w roli samego siebie
- 1976: Aniołki Charliego – odc. „Angels on a String” jako mistrz ceremonii